# OTSUKAまんがヘルシー文庫
OTSUKAまんがヘルシー文庫（おおつかまんがヘルシーぶんこ、英: Otsuka Health Comic Library）は、大塚ホールディングス株式会社が発刊している叢書（健康教育教材）である。

## 概要
大塚ホールディングスは、社会貢献活動の一環として1989年（平成元年）3月から発刊している。概ね年1巻の発行で、日本国内の小中学校、図書館並びに在外日本人学校など、82の国と地域に累計118万冊が配られている。漫画を通して、楽しみながら体のこと、医療・健康のことが理解できる分かりやすい教材を目指している。
参加した漫画家等は次の35人。
| - 赤塚不二夫 - 秋竜山 - あべさより - 石ノ森章太郎 - いわみせいじ - 岡部冬彦 - おぎのじゅんこ | - おのえりこ - かなき詩織 - 幸月さちこ - 小山賢太郎 - 里中満智子 - 鈴木太郎 - 鈴木義司 | - 竹宮惠子 - 種村国夫 - ちばてつや - 所ゆきよし - 二階堂正宏 - 馬場のぼる - 浜田貫太郎 | - 林家木久扇 - 原子力 - ヒサクニヒコ - 前川かずお - 前川しんすけ - まちみやみつひろ - 松本零士 | - 間部正志 - 百田まどか - やなせたかし - 山口太一 - 柚月ナナ - 横山ふさ子 - 横山隆一 |

## 巻次

### OTSUKA漫画ヘルシー文庫
1989年（平成元年）から2000年（平成12年）まで、毎年1巻ずつ全12巻が刊行された。読者対象は小学生高学年とし、約2万5千校に寄贈した。1巻は10分冊で、10人の漫画家が1冊づつ担当した。判型はA6判で各冊48頁。
- 『栄養と健康編』日本学校保健会、大塚製薬、東京〈OTSUKA漫画ヘルシー文庫12〉、2000年5月。
  - 赤塚不二夫『噛め噛めエブリバディ 食べるということ』日本学校保健会、大塚製薬、東京〈OTSUKA漫画ヘルシー文庫12 栄養と健康編1〉、2000年5月。 NCID BB15113114。OCLC 674852038。全国書誌番号:20084671。
  - ちばてつや『もりもり食べて元気いっぱい 栄養と栄養素』日本学校保健会、大塚製薬、東京〈OTSUKA漫画ヘルシー文庫12 栄養と健康編2〉、2000年5月。 NCID BB15113293。OCLC 674852051。全国書誌番号:20084672。
  - 秋竜山『ヤジくんキタちゃんの旅は道連れ体はタンパク質 タンパク質』日本学校保健会、大塚製薬、東京〈OTSUKA漫画ヘルシー文庫12 栄養と健康編3〉、2000年5月。 NCID BB15113384。OCLC 674852069。全国書誌番号:20084673。
  - 所ゆきよし『ちからのもと 炭水化物』日本学校保健会、大塚製薬、東京〈OTSUKA漫画ヘルシー文庫12 栄養と健康編4〉、2000年5月。 NCID BB15113431。OCLC 674852082。全国書誌番号:20084674。
  - 二階堂正宏『脂肪探検部 脂肪』日本学校保健会、大塚製薬、東京〈OTSUKA漫画ヘルシー文庫12 栄養と健康編5〉、2000年5月。 NCID BB15113522。OCLC 674852097。全国書誌番号:20084675。

### OTSUKA新漫画ヘルシー文庫
2002年（平成14年）から2007年（平成19年）まで、毎年1巻づつ全6巻が刊行された。読者対象は中学生とし、約1万1千校に寄贈した。1巻は3分冊で、各冊毎数名の漫画家が担当した。判型はB6判で各冊128頁。英訳文も付記された。

### OTSUKA続まんがヘルシー文庫
2008年（平成20年）から2011年（平成23年）まで、毎年1巻づつ全4巻が刊行された。読者対象は小学生中学年とし、約2万3千校に寄贈した。1巻は5分冊で、各冊毎数名の漫画家が担当した。判型はB6判で各冊48頁。内容復習用のクイズや双六も掲載。

### OTSUKAまんがヘルシー文庫 スペシャル
2012年（平成24年）発行。OTSUKA続まんがヘルシー文庫より9篇を選り抜いた。判型はA5判で164頁。
- 『こころと体 まんが？ワールド』日本医師会，日本学校保健会、大塚ホールディングス、東京〈OTSUKAまんがヘルシー文庫 スペシャル〉、2012年10月。 NCID BB11658725。OCLC 830278280。全国書誌番号:22202701。[9]

### OTSUKAまんがヘルシー文庫
2014年（平成26年）から刊行中。読者対象は小学生中学年とした。概ね毎年1巻づつ刊行され、最新刊は2021年（令和3年）刊の第8巻である。分冊は廃し、各巻数名の漫画家が担当した。判型はA5判で各巻152頁。
- 『365日 毎日の安全安心の巻』日本医師会，日本学校保健会、大塚ホールディングス、東京〈OTSUKAまんがヘルシー文庫8〉、2021年4月20日。 NCID BC07955713。[11]
  - 二階堂正宏「『365日 毎日の安全安心』の巻のはじまりだよ！」『365日 毎日の安全安心の巻』日本医師会，日本学校保健会、大塚ホールディングス、東京〈OTSUKAまんがヘルシー文庫8〉、2021年4月20日、4-12頁。[12]
  - 赤塚不二夫，吉勝太，フジオプロ「ステーキなパパの予言はこわいのだ!?」『365日 毎日の安全安心の巻』日本医師会，日本学校保健会、大塚ホールディングス、東京〈OTSUKAまんがヘルシー文庫8〉、2021年4月20日、13-38頁。[12]
  - おぎのじゅんこ「あんずのゲーム脱出大作戦！」『365日 毎日の安全安心の巻』日本医師会，日本学校保健会、大塚ホールディングス、東京〈OTSUKAまんがヘルシー文庫8〉、2021年4月20日、39-64頁。[12]
  - あべさより「ウルちゃんは魔法の森の王子さま」『365日 毎日の安全安心の巻』日本医師会，日本学校保健会、大塚ホールディングス、東京〈OTSUKAまんがヘルシー文庫8〉、2021年4月20日、65-90頁。[13]
  - いわみせいじ「祖苗賀オジさん特別授業」『365日 毎日の安全安心の巻』日本医師会，日本学校保健会、大塚ホールディングス、東京〈OTSUKAまんがヘルシー文庫8〉、2021年4月20日、91-116頁。[13]
  - ちばてつや「あったか仲よし冬のご用心！」『365日 毎日の安全安心の巻』日本医師会，日本学校保健会、大塚ホールディングス、東京〈OTSUKAまんがヘルシー文庫8〉、2021年4月20日、117-138頁。[13]
  - 二階堂正宏「「おしまい」のまんがだよ」『365日 毎日の安全安心の巻』日本医師会，日本学校保健会、大塚ホールディングス、東京〈OTSUKAまんがヘルシー文庫8〉、2021年4月20日、139-145頁。[13]

## 脚註
1. 1 2  日本医師会・日本学校保健会 2021, p. 148.
2. 1 2 3 4 5 6 7 8  OTSUKAまんがヘルシー文庫事務局 2020, p. 2.
3. ↑  OTSUKAまんがヘルシー文庫事務局 2020, p. 10.
4. ↑  OTSUKAまんがヘルシー文庫事務局 2020, p. 7.
5. ↑  OTSUKAまんがヘルシー文庫事務局 2020.
6. ↑  OTSUKAまんがヘルシー文庫事務局 2020, pp. 18–20.
7. 1 2  “ヘルシー文庫とは”. OTSUKAまんがヘルシー文庫.   大塚ホールディングス. 2021年12月31日閲覧。
8. 1 2 3 4 5 6 7 8 9  OTSUKAまんがヘルシー文庫事務局 2020, p. 3.
9. 1 2  日本医師会・日本学校保健会 2021, p. 152.
10. ↑  日本医師会・日本学校保健会 2021, p. 150.
11. ↑  日本医師会・日本学校保健会 2021.
12. 1 2 3  日本医師会・日本学校保健会 2021, p. 2.
13. 1 2 3 4  日本医師会・日本学校保健会 2021, p. 3.